# حياتي (مسلسل كويتي)
حياتي، مسلسل تلفزيوني كويتي، إنتجه تلفزيون الكويت وعرضه في الأول من شهر رمضان في العام الميلادي 2003، كتبه علي فريج وإخرجته نجاة حسين، وقامت الفنانة هدى حسين ببطولته ويعتبر عملها الدرامي الثاني بعد عودتها للكويت حيث جسدت من خلاله شخصية «المعلمة لطيفة» وحرصها الشديد على تحدي المشاكل والعواقب في حياتها التي تواجها وتواجه أسرتها بقوة.

## الممثلين المشاركين
| الممثل           | الشخصية  |
| ---------------- | -------- |
| هدى حسين         | لطيفة    |
| أحمد الصالح      | الجد     |
| أسمهان توفيق     | منيرة    |
| طيف              | حصة      |
| منى شداد         | هيا      |
| يلدا             | سحر      |
| عبد الرحمن العقل | فيصل     |
| عبير الجندي      | لولوة    |
| أمل عبد الكريم   | أم طلال  |
| علي سلطان        | أبو مشعل |
| أسماء            | سعاد     |
| أسامة المزيعل    | طلال     |
| أوس الشطي        | بدر      |
| صادق الدبيس      | سعد      |